# Gregorius XIV
Gregorius XIV, eg. Niccolò Sfondrati, född 11 februari 1535 i Somma nära Milano, Italien, död 16 oktober 1591 i Rom, var påve från den 5 december 1590.

## Biografi
Niccolò Sfondrati var son till Francesco Sfondrati, som efter att han blivit änkling utsågs till kardinal av Paulus II. Niccolò Sfondrati studerade vid universiteten i Perugia och Padua, umgicks i samma kretsar som Carlo Borromeo och var nära vän med Philip Neri, prästvigdes, och utnämndes 1560 till biskop av Cremona. 1561-1563 deltog han i Tridentinska mötet, och upphöjdes av Gregorius XIII till kardinalpräst av Santa Cecilia den 12 december 1583. När Urban VII dog, valdes Gregorius till hans efterträdare vid en konklav som tog mer än två månader, fastän han inte hade haft några ambitioner att bli påve.
Som påve stödde han spanska partiet och ligan i Frankrike. Mot Henrik av Navarra och dennes anspråk på franska tronen ställde han sig liksom  Sixtus V avvisande, eftersom en protestant inte fick ärva den franska tronen och han ännu inte konverterat som han lovat till katolicismen. 1 mars 1591 förnyade Gregorius exkommuniceringen av Henrik av Navarra, och han gav franska ligan sitt militära stöd med sin släkting Ercole Sfondrati som befälhavare över de påvliga trupperna i Frankrike.
Gregorius utnämnde fem kardinaler under sitt pontifikat, som endast varade i tio månader och tio dagar. En av dessa var han släkting Paolo Camillo Sfondrati. Han misslyckades dock att övertala Philip Neri att anta positionen som kardinal. Han försökte framtvinga att indianerna på Filippinerna skulle bli fria, och att de skulle återgäldas för den skada de åsamkats.